# Luc Longley
Pour les articles homonymes, voir Longley.
Lucien James « Luc » Longley, né le 19 janvier 1969 à Melbourne en Australie, est un joueur australien de basket-ball aujourd'hui retraité. Ce pivot de 2,18 m a remporté trois titres de champions NBA avec les Bulls de Chicago.

## Biographie
Luc Longley est né le 19 janvier 1969 à Melbourne dans le Victoria. À l'âge de seize ans, il est membre de l'équipe australienne des moins de 19 ans puis rejoint, l'année suivante, les Perth Wildcats avec lesquels il joue deux matchs.

## Carrière
- 1986 :  Perth Wildcats (NBL)
- 1987 - 1991 :  Lobos du Nouveau-Mexique (NCAA)
- 1991 - 1994 :  Timberwolves du Minnesota (NBA)
- 1994 - 1998 :  Bulls de Chicago (NBA)
- 1998 - 2000 :  Suns de Phoenix (NBA)
- 2000 - 2001 :  Knicks de New York (NBA)

## Palmarès
- Champion NBA : 1996, 1997, 1998